# 抓龙筋
卡赛按摩（發音：[nûat kā.sǎj] ⓘ），中文常称抓龙筋（对男性）和抓凤筋（对女性），是泰国的一种保健按摩，据称“可刺激血液循环系统，将能量传输到身体各个器官，有助于排出生殖系统中积累的废物，缓解腰痛，从内到外强化生殖系统，亦可缓解血栓和排尿问题”。
“卡赛”（กษัย）在泰国传统医学里指身体随年龄的增长而退化。“卡赛”亦会发生在生殖系统上，在男性中，40岁及以上者的阴茎可能会勃起状态不佳或硬度不足。卡赛按摩是针对“卡赛”的一种治疗方法。
传统的卡赛按摩并不是阴茎按摩（นวดกระปู๋）。根据泰国传统医学教科书《疾病事典》（พระคัมภีร์โรคนิทาน）第11章，卡赛按摩会按摩身体众多部位，如手臂、腿部、背部、胸骨、颈部、肩部，重点按摩下腹部的西基尼经（เส้นสิขิณี）和苏库芒经（เส้นสุขุมัง），但不会以任何方式按摩或触摸生殖器区域。按摩生殖器并激发性高潮更符合林伽按摩和约尼按摩。部分按摩店所谓的“抓龙筋”实则为色情按摩。